# 443 v.Chr.
Het jaar 443 v.Chr. is een jaartal volgens de christelijke jaartelling.

## Gebeurtenissen

### Griekenland
- Thucydides wordt door ostracisme voor tien jaar verbannen uit Athene, daarmee raakt Perikles een lastige mededinger kwijt.

## Overleden
- Pindarus (~522 v.Chr. - ~443 v.Chr.), Grieks dichter uit Thebe (79)